# Чоснув (гмина)
Чоснув (пол. Czosnów) — сельская гмина (волость) в Польше, входит как административная единица в Новодвурский повет Мазовецкого воеводства. Население — 8626 человек (на 2004 год).

## Демография
| Перепись                       | Всего   | Всего | Женщины | Женщины | Мужчины | Мужчины |
| ------------------------------ | ------- | ----- | ------- | ------- | ------- | ------- |
| Единицы                        | человек | %     | человек | %       | человек | %       |
| Население                      | 8626    | 100   | 4370    | 50,7    | 4256    | 49,3    |
| Плотность населения (чел./км²) | 67,2    | 67,2  | 34,1    | 34,1    | 33,2    | 33,2    |

## Поселения

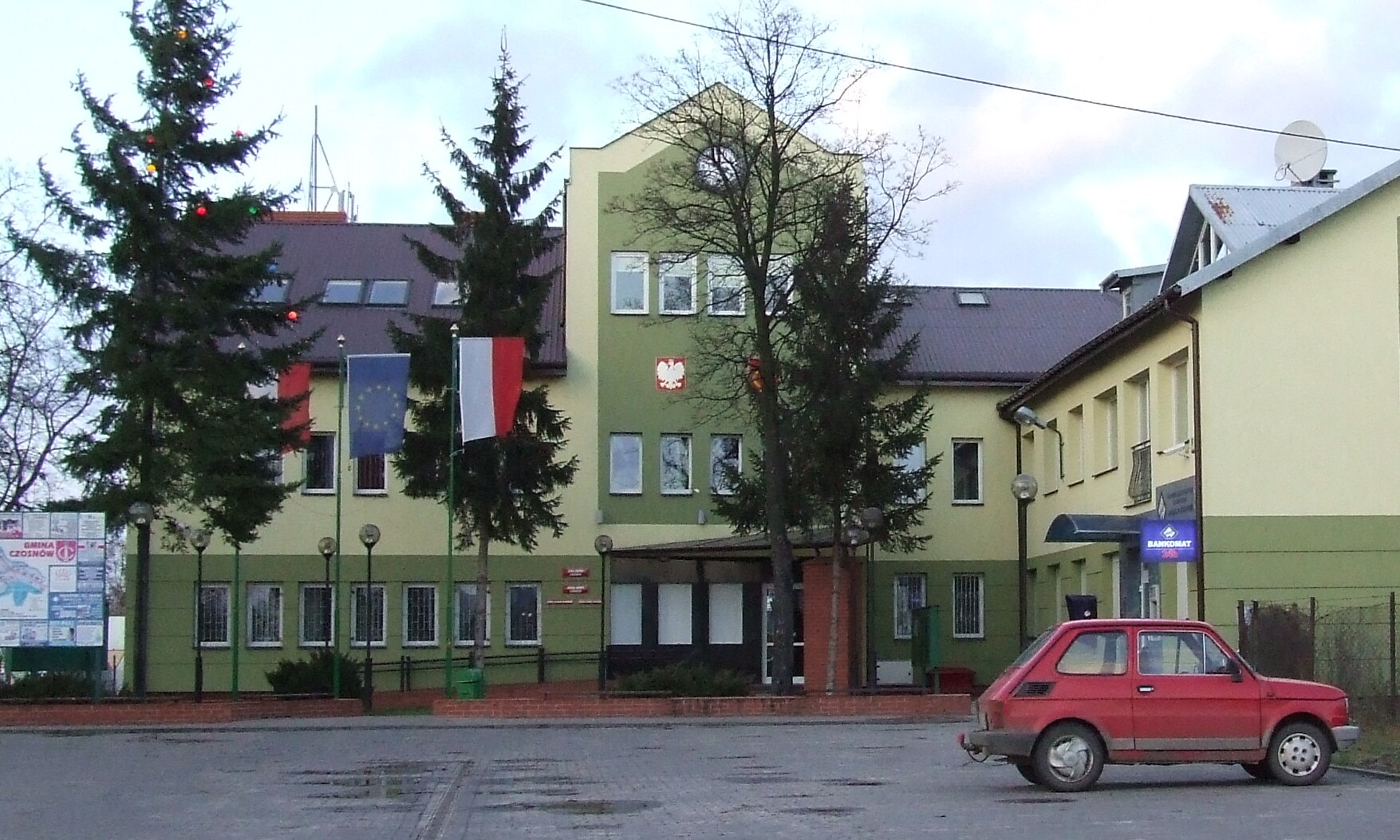
Гмина Чоснув

1. Адамувек
2. Александрув
3. Аугустувек
4. Бжозувка
5. Цыбулице
6. Цыбулице-Дуже
7. Цыбулице-Мале
8. Чонсткув-Мазовецки
9. Чонсткув-Польски
10. Чечотки
11. Чоснув
12. Домбрувка
13. Дембина
14. Добжинь
15. Изабелин-Дзеканувек
16. Янув-Миколаювка
17. Янувек
18. Есёнка
19. Калишки
20. Казунь-Беляны
21. Казунь-Новы
22. Казунь-Польски
23. Кисцинне
24. Верше
25. Ломна
26. Ломна-Ляс
27. Лося-Вулька
28. Малоцице
29. Пальмиры
30. Пенькув
31. Сады
32. Совя-Воля
33. Совя-Воля-Фольварчна
34. Трускавка
35. Верше
36. Вжосувка
37. Вулька-Чосновска

## Соседние гмины
1. Гмина Изабелин
2. Гмина Яблонна
3. Гмина Леонцин
4. Гмина Лешно
5. Гмина Ломянки
6. Новы-Двур-Мазовецки
7. Гмина Закрочим